# Protosphaerion signatipenne
Protosphaerion signatipenne là một loài bọ cánh cứng trong họ Cerambycidae.